# Amtsgericht Hümmling
Das Amtsgericht Hümmling zu Sögel war ein Gericht der ordentlichen Gerichtsbarkeit im Königreich Hannover. Sitz des Gerichts war Sögel in Niedersachsen. Benannt war es nach der Landschaft Hümmling.

## Geschichte
Im Jahre 1826 wurde das Herzogtum Arenberg-Meppen als Standesherrschaft im Königreich Hannover wieder eingerichtet. In Meppen bestand das Standesherrlich Herzoglich-Arenberg’sche Amt Hümmling als Verwaltungsbezirk und Gericht erster Instanz. Diesem war die Standesherrliche Herzoglich-Arenbergische Justiz-Kanzley zu Haselünne als Gericht zweiter Instanz übergeordnet.
Nach der Revolution von 1848 wurde im Königreich Hannover die Rechtsprechung von der Verwaltung getrennt und die Patrimonialgerichtsbarkeit abgeschafft.
Das Amtsgericht wurde daraufhin mit der Verordnung vom 7. August 1852 die Bildung der Amtsgerichte und unteren Verwaltungsbehörden betreffend als königlich hannoversches Amtsgericht gegründet.
Es umfasste das Amt Hümmling.
Das Amtsgericht war dem Obergericht Meppen (ab 1875 dem Obergericht Osnabrück) untergeordnet. Mit der Annexion Hannovers durch Preußen wurde es zu einem preußischen Amtsgericht in der Provinz Hannover. Es unterstand dem Landgericht Osnabrück. Der Name wurde auf Amtsgericht Sögel geändert.
Mit dem Inkrafttreten des deutschen Gerichtsverfassungsgesetzes am 1. Oktober 1879 wurden reichsweit einheitlich Amts-, Land- und Oberlandesgerichte geschaffen. Das Amtsgericht Sögel blieb bestehe und war nun dem Landgericht Osnabrück nachgeordnet.
Sein Gerichtsbezirk umfasste nun aus dem Landkreis Meppen das Amt Hümmling und den Gemeindebezirk Wachtum aus dem Amt Haselünne. Am Gericht bestand 1880 eine Richterstelle. Das Amtsgericht war damit ein kleines Amtsgericht im Landgerichtsbezirk. Gerichtstage wurden in Lorup gehalten.
Im Jahre 1974 wurde das Amtsgericht aufgelöst und der größte Teil des Gerichtsbezirks dem Amtsgericht Meppen zugeordnet.